# Ocalaria pavo
Ocalaria pavo là một loài bướm đêm trong họ Noctuidae.